# Liste der kolumbianischen Botschafter in Deutschland

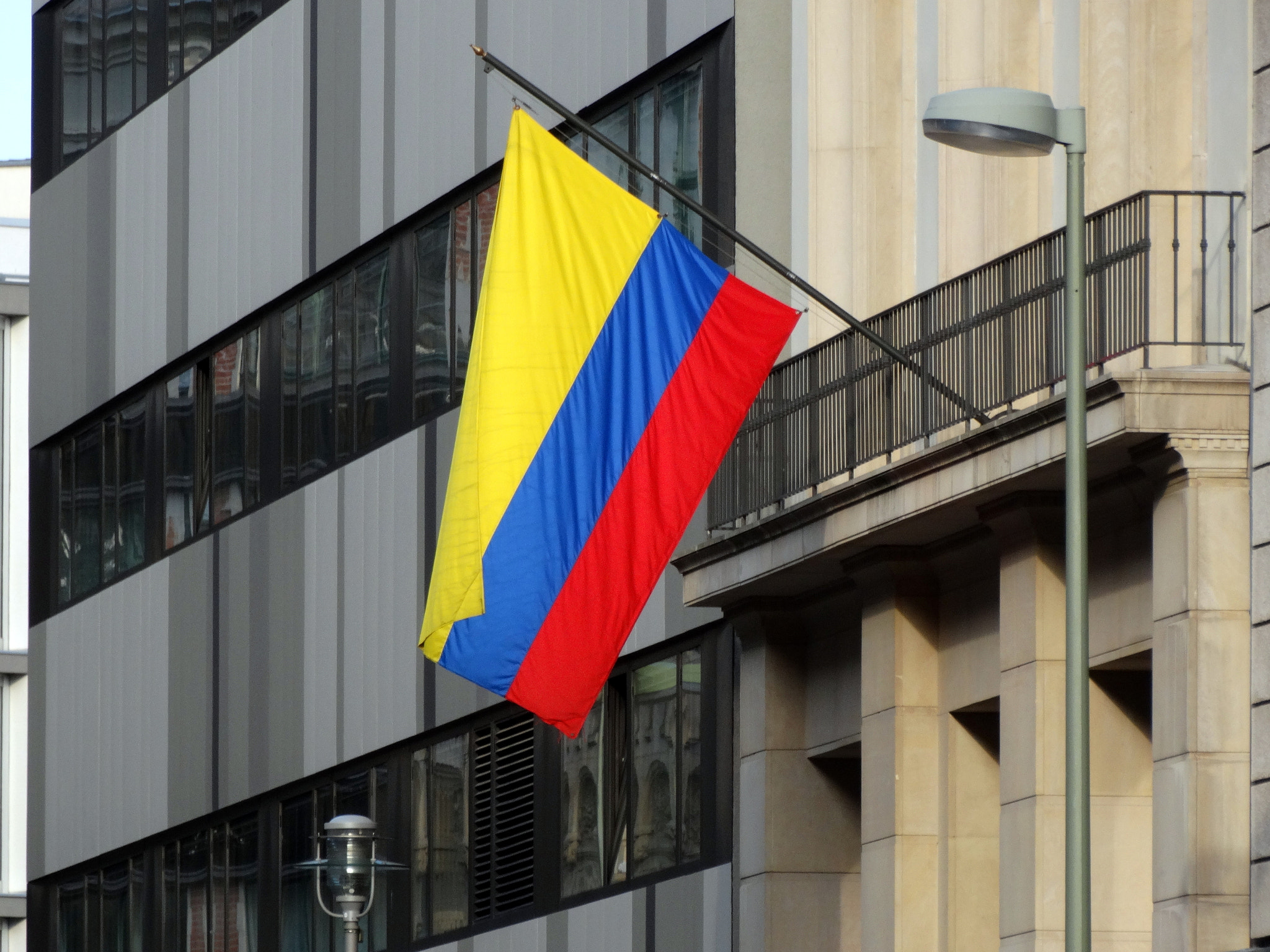
Die kolumbianische Botschaft befindet sich in der Taubenstraße 23, in Berlin.

Der Botschafter in Berlin ist regelmäßig auch bei den Regierungen in Sarajevo und Skopje akkreditiert.
| Ernannt / Akkreditiert | Name                            | Bemerkungen | ernannt von              | akkreditiert bei      | Posten verlassen |
| ---------------------- | ------------------------------- | --- | ------------------------ | --------------------- | ---------------- |
| 1879                   | Sergio Camargo                  | außerordentlicher Gesandter und Ministre plénipotentiaire | Julián Trujillo Largacha | Wilhelm I.            |                  |
| 1882                   | Lorenzo Maroquín                | Geschäftsträger | Francisco Javier Zaldúa  | Wilhelm I.            |                  |
| 1883                   | Luis Carlos Rico                | 1879: Innenminister und Außenminister von Kolumbien, außerordentlicher Gesandter und Ministre plénipotentiaire | Francisco Javier Zaldúa  | Wilhelm I.            |                  |
| 1886                   | Francisco J. Palacio            | Gründete 1878 eine dampfgetriebene Seifenfabrik | José María Campo Serrano | Wilhelm I.            |                  |
| 1887                   | Julio R. Delgado                | Geschäftsträger | Rafael Núñez             | Wilhelm I.            | Sep. 1887        |
| Juli 1889              | Lázaro María Pérez              | (1824; † 1892) General, außerordentlicher Gesandter und Ministre plénipotentiaire | Rafael Núñez             | Wilhelm II.           | Dez. 1891        |
| Aug. 1893              | Manuel Casabianca               | General, außerordentlicher Gesandter und Ministre plénipotentiaire | Miguel Antonio Caro      | Wilhelm II.           |                  |
| 1901                   | Ignacio Gutiérrez Ponce         | (* 1850), außerordentlicher Gesandter und Ministre plénipotentiaire | José Manuel Marroquín    | Wilhelm II.           |                  |
| 1901                   | Luis Carlos Rico                | | José Manuel Marroquín    | Wilhelm II.           |                  |
| 1908                   | Ignacio Gutiérrez Ponce         | | Rafael Reyes             | Wilhelm II.           |                  |
| 1910                   | Gustavo Michelsen               | | Carlos Eugenio Restrepo  | Wilhelm II.           |                  |
| 1921                   | Luis Enrique Bonilla            | | Jorge Holguín            | Constantin Fehrenbach |                  |
| 1923                   | Pablo Emilio Jurado             | | Pedro Nel Ospina         | Wilhelm Cuno          |                  |
| 1925                   | Miguel Jiménez López            | (* 1875) | Pedro Nel Ospina         | Hans Luther           | 1928             |
| 1930                   | Laureano Gómez                  | (* 1889; † 1965) | Enrique Olaya Herrera    | Heinrich Brüning      | Juni 1932        |
| Nov. 1933              | Rafael Arjona Obregón           | (* 15. Mai 1883 in Barranquilla) studierte in England ab 1935 Gesandter in Warschau. Gesandter beim Völkerbund. Gründete mit seinem Vater das Textilunternehmen Obregón und Compañía de Energía Eléctrica de Barranquilla sowie das Hotel del Prado.                                                    | Enrique Olaya Herrera    | Kabinett Hitler       |                  |
| Juni 1938              | Jaime Jaramillo Arango          | (* 17. Januar 1897 in Manizales; † 30. Juli 1962 in Bogotá) Sohn von Dolores Arango und Francisco Jaramillo studierte am Colegio de Santo Tomás de Aquino (Manizales) Arzt. | Eduardo Santos           | Kabinett Hitler       | Dez. 1938        |
| Dez. 1939              | vakant, Abbruch der Beziehungen | | Eduardo Santos           | Kabinett Hitler       | 20. Dez. 1941    |
| 9. Apr. 1953           | Camilo De Brigard Silva         | (* 1906; † 1972) | Gustavo Rojas Pinilla    | Kabinett Adenauer I   |                  |
| Sep. 1957              | José Sergio Gómez Pinzón        | (* 1909) | Gabriel París Gordillo   | Kabinett Adenauer II  | Juni 1958        |
| Juni 1958              | Miguel Escobar Lopez            | (* 1910) | Alberto Lleras Camargo   | Kabinett Adenauer III |                  |
| 1968                   | Carlos Restrepo Piedrahita      | | Carlos Lleras Restrepo   | Kabinett Kiesinger    |                  |
| 17. Jan. 1972          | Alejandro Uribe Escobar         | | Misael Pastrana Borrero  | Kabinett Brandt I     |                  |
| 1975                   | Enrique Pardo Parra             | | Alfonso López Michelsen  | Kabinett Schmidt I    |                  |
| 1988                   | Luis Gonzales Barros            | | Virgilio Barco Vargas    | Kabinett Kohl III     | 1990             |
| 27. Apr. 1992          | Ricardo Sala Gaitán             | [ 2 ] | César Gaviria Trujillo   | Kabinett Kohl IV      | 27. Jan. 1996    |
| 1998                   | Jorge Bendeck Olivella          | | Andrés Pastrana Arango   | Kabinett Kohl V       |                  |
| 1999                   | Hernán Beltz Peralta            | (* 20. November 1939 in Bogotá) studierte Ingenieurwesen an der Universidad Pontificia Javeriana, Präsident der Börse von Bogotá, Kassier der Präsidentschaftswahlkampfkampagne von Belisario Betancur, in dessen Regierungskabinett er zeitweise als Ministro de Obras Pública y Transporte fungierte. | Andrés Pastrana Arango   | Kabinett Schröder I   |                  |
| 12. März 2003          | Victoriana Mejía Marulanda      | | Álvaro Uribe Vélez       | Kabinett Schröder II  |                  |
| 19. Okt. 2011          | Mayr                            | | Juan Manuel Santos       | Kabinett Merkel II    |                  |
| 29. Aug. 2016          | María Lorena Gutierrez          | | Juan Manuel Santos       | Kabinett Merkel III   |                  |
| 19. Dez. 2018          | Hans-Peter Knudsen              | | Iván Duque               | Kabinett Merkel IV    |                  |
| 5. Mai 2022            | Felipe Buitrago                 | | Iván Duque               | Kabinett Scholz       |                  |
| 24. Okt. 2022          | Yadir Salazar Mejia             | | Gustavo Petro            | Kabinett Scholz       |                  |